# Canal Bridgwater et Taunton
Ne doit pas être confondu avec Canal de Bridgewater.
Le canal Bridgwater et Taunton est un canal situé dans le sud-ouest de l'Angleterre entre Bridgwater et Taunton, ouvert en 1827 et reliant la rivière Tone à la rivière Parrett. Il y avait eu un certain nombre de projets avortés pour relier le canal de Bristol à la Manche par voie navigable aux XVIIIe et XIXe siècles. Ces projets suivaient approximativement le futur cheminement du canal Bridgwater et Taunton, mais le canal fut construit en fait dans le cadre d'un plan visant à relier Bristol à Taunton par voie navigable.
Les premières années de fonctionnement furent marquées par une série de différends d'ordre juridique qui furent résolus lorsque la société du canal Bridgwater et Taunton et les conservateurs, qui gérait la navigation fluviale de la Tone, convinrent que la Compagnie du canal devrait reprendre la navigation de la Tone. Le canal se terminait à l'origine dans un bassin à Huntworth, à l'est de Bridgwater, mais fut ensuite étendu jusqu’à un port flottant à son extrémité ouest. Financièrement c'était une catastrophe, car l'extension fut financé par un prêt hypothécaire, et l'arrivée du chemin de fer commença peu de temps après et marqua le déclin du canal. Le canal a été sauvé de la faillite par la Bristol and Exeter Railway en 1866.
Malgré la cessation du trafic commercial en 1907, l'infrastructure fut maintenue en bon état, et le canal fut utilisé pour le transport de l'eau potable à partir de 1962. La loi sur la campagne de 1968 a fourni un cadre au conseil du comté du Sommerset (Somerset County Council) pour commencer la restauration du canal afin d’en faire une installation destinée aux loisirs. Elle fut achevée en 1994, lorsque le canal fut rouvert sur toute sa longueur. Les docks de Bridgwater furent restaurés et devinrent une marina, mais il n'y eut aucune liaison navigable jusqu'à la rivière Parrett, car le canal transporte toujours de l'eau potable pour les habitants de Bridgwater.

## Histoire
Avant la construction du canal, la navigation entre les villes de Bridgwater et Taunton était possible via la rivière Parrett et la rivière Tone. La Tone avait été améliorée par ses conservateurs, qui avaient obtenu des lois du Parlement en 1699 et 1707, qui leur ont permis de redresser et de draguer la rivière et certaines parties de la Parrett, et de construire des écluses et des demi-écluses pour gérer les niveaux d'eau. Le programme initial a été achevé en 1717, bien que des améliorations dont de nouvelles écluses continuèrent à être réalisées jusqu'au début du XIXe siècle.

### Précurseurs
Depuis 1768, il y avait un certain nombre de grands projets qui furent proposés, afin de relier le canal de Bristol à la Manche par une voie navigable, permettant d’éviter de naviguer en mer au large des Cornouailles et du Devon. James Brindley a le premier étudié un tracé, qui aurait cheminé à partir du canal de Bristol à Exeter, en suivant le cours de la rivière Tone pour une partie de son parcours. En 1769, Robert Whitworth étudia une route plus courte de Bridgwater Bay à Seaton, en suivant la rivière Parrett et la rivière Axe. On lui a demandé de réévaluer le tracé dans les années 1790. William Jessop évalua un itinéraire entre Taunton et Exeter en 1794, tandis qu'un autre groupe proposa un canal reliant Bristol, Nailsea, Bridgwater et Taunton, qui fut étudié par William White. L’assistant de Jessop, Josiah Easton, proposa un itinéraire depuis Uphill (sur le canal de Bristol) à Seaton, encore une fois en 1794, deux précédents projets respectivement le grand canal de l'Ouest et le canal de Bristol et de l'Ouest furent soumis à l'approbation du parlement. Seul le premier fut autorisé, mais le ralentissement économique causé par les guerres napoléoniennes signifiait que la construction ne commencerait pas immédiatement.
John Rennie étudia le tracé d'un canal de navigation à partir de l'embouchure de la rivière Parrett à Seaton en 1810, qui devait être conçu pour les navires de 120 tonnes, mais il fut estimé que la situation économique ne permettrait pas de prendre en charge les dépenses prévues de plus d’un million de £. Il examina ensuite un projet plus modeste, basé sur les plans d'origine du canal de Bristol et de l’ouest, et le projet rebaptisé canal Bristol et Taunton, fut autorisée par une loi du Parlement le 14 mai 1811. La société avait le pouvoir d’émettre 420 000 £ d’actions et un montant supplémentaire 150 000 £, si nécessaire, mais la situation économique impliquait que la construction ne démarrât pas immédiatement. La concession pour la section de Bristol à Bridgwater pris fin en 1815, mais la construction commença finalement en 1822, jusqu’à ce qu’elle soit stoppée par une injonction parce que le tracé autorisé n'avait pas été respecté. Une nouvelle loi, du 17 juin 1824, autorisa le tracé révisé, et modifia le nom du projet pour la compagnie du canal de Bridgwater et Taunton. Les coûts prévus pour la construction du canal raccourcit étaient de 34 145 £, au lieu de 429 990 £ pour le tracé long.
Trois dispositifs furent proposés avant que l'idée d'une liaison de chenal à chenal fut abandonnée. James Green proposa un canal pour les tub-boat (sorte de barge) en 1822, permettant le passage de bateaux de 5 tonnes, qui aurait utilisé des plans inclinés au lieu d’écluses, et qui aurait coûté 120 000 £. Thomas Telford relança l'idée d'un canal de navigation en 1824, ce qui aurait repris le tracé du canal Bridgwater et Taunton - permettant aux bateaux de 200 tonnes d’atteindre la côte sud - pour un coût de 1 750 000 £. Le projet fut autorisé en 1825, mais rien ne fut entrepris. Enfin, un canal pour les barges entre Bridgwater et Beer, coûtant 600 000 £, fut proposé en 1828, mais l'enthousiasme pour les projets de grand canal déclinait, et l'avènement des bateaux à vapeur à coque en fer réduisait les risques de la navigation autour de la péninsule du sud-ouest.

### Construction
La construction du canal débuta en 1822, avec James Hollinsworth comme ingénieur et John Easton en tant que le géomètre principal. Les plans du canal Bristol et Taunton avait incorporé une traversée au-dessus de la rivière Parrett, mais le canal raccourci permettrait de rejoindre la Parrett à Huntworth, où un bassin devait être construit. Ce changement d'itinéraire conduisit le révérend Robert Gray à obtenir une injonction, et le travail sur la moitié inférieure du canal fut arrêté jusqu'à ce que la nouvelle route fut dûment autorisée par la loi de 1824. À ce moment-là, le coût estimatif avait augmenté pour atteindre 60 000 £. En aval de Durston, le canal fut réalisé dans le sous-sol argileux, l'argile formant un canal naturellement imperméable ; mais de Durston à Taunton le lit du canal a dû être malaxé avec de l'argile pour le rendre étanche, car le sol était constitué de schiste.

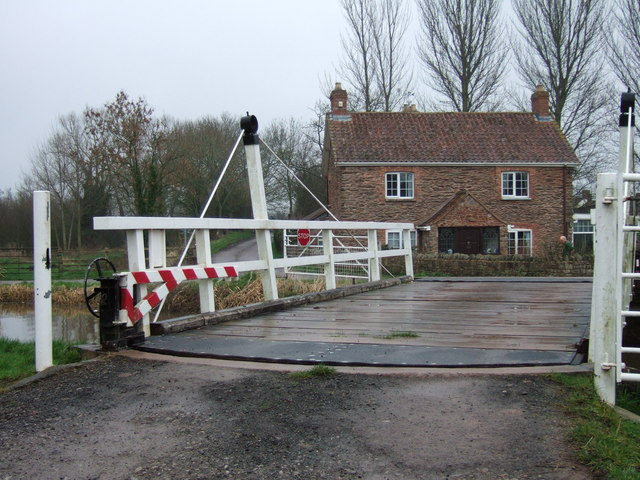
Pont tournant de Fordgate, reconstruit en décembre 1987, et le troisième pont rénové à être réintégré.

Le canal avait une longueur d’environ 19 km (12 miles). Il comprenait un terre-plein de 640 m (700 yards) à Lyng, de 12 m (40 pieds) de haut, deux tranchées courtes, onze ponts de briques construit pour faire traverser des routes sur le canal, et plus de douze ponts tournants en bois, construits pour fournir des passages aux fermes qui avaient été divisées en deux par le canal. L'écluse de Firepool (Taunton) avait une série de portes réversibles, pour éviter que le canal ne se vide si le niveau de la rivière Tone chutait. Il y avait quatre écluses de plus sur la section principale, et une écluse à l'entrée du bassin de Huntworth. Une dernière écluse reliait le bassin à la rivière, et encore un ensemble de portes inversées, de sorte que le bassin puisse être drainé à marée basse, et qu’un faible niveau d’eau soit retenu pour l'entretien si nécessaire. Un système de palette de commande - utilisant le poids de billes métalliques au sommet et de cylindres métalliques dans la partie inférieure - est unique au canal Bridgwater et Taunton. Plus de 50 dalots furent construits pour laisser passer les flux, ainsi que des fossés de drainage sous le canal. Le travail fut terminé sans enregistrer de blessures graves ou de décès parmi les travailleurs.
À la mi-1826, la Compagnie du canal n’avait pas suffisamment de fonds pour achever le canal, et une assemblée extraordinaire autorisa la souscription d'un prêt hypothécaire pour couvrir le déficit de 15 000 £. Le canal était un concurrent à la navigation sur la rivière Tone, qui était géré par les conservateurs de la rivière Tone, une entité juridique créée à cet effet par une loi du Parlement en 1699. Il y avait de l'animosité entre la Compagnie et les conservateurs, avec la Compagnie soutenant qu'ils avaient le droit d'utiliser la rivière Tone pour atteindre le centre de Taunton, et les conservateurs soutenant qu'ils ne l’avaient pas. L’ouverture du canal était prévue le 1er janvier 1827, mais fut  retardée jusqu'au 3 janvier, la connexion à la rivière Tone n'ayant été réalisée que le 2 janvier. Les cérémonies d'ouverture furent entravées par la neige et le froid mordant.

### Fonctionnement

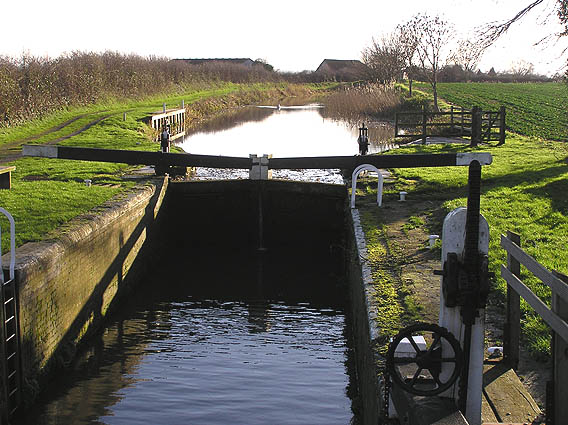
Ecluse de Standard.

Les premières années du nouveau canal furent marquées par des conflits juridiques avec les restaurateurs de la rivière Tone. La connexion à la Tone à Taunton fut réalisée par la force, la Compagnie du canal faisant une brèche dans la rive de la rivière. En août 1827, ils annoncèrent qu'ils se chargeaient de la Tone, et expulsèrent William Goodland, le surintendant de la  rivière, de son chalet. En dépit d'une décision de la Cour du banc du Roi stipulant que leur action était illégale, la Compagnie du canal conserva le contrôle de la rivière jusqu'au jugement de la Haute Cour en février 1830. Les restaurateurs construisirent rapidement un barrage, afin d'empêcher que les bateaux atteignent la rivière et que l'eau n’entre dans le canal. Ils le démolirent après avoir remporté une action en justice et obtenu une ordonnance de la Cour de la Chancellerie. Un rapprochement intervint finalement à la fin de 1831, lorsque les deux parties proposèrent une nouvelle loi au Parlement pour autoriser la vente de la navigation sur la Tone à la Compagnie du canal. Celle-ci fut adoptée en juillet 1832. Elle exigeait de la Compagnie du Canal la construction d’un nouveau pont en fer pour remplacer le pont de North Town existant, qui entravait l'accès aux appontements à Taunton. Ils eurent également l’autorisation de construire une écluse et une courte section de canal à French Weir, pour se connecter avec le Grand canal de l'Ouest, tandis que les conservateurs étaient autorisés à procéder à une inspection annuelle du canal, et de reprendre la propriété de la rivière si le canal n'était pas maintenu en bon état.
À l’extrémité du canal à Bridgwater, la navigation sur le fleuve Parrett n'était pas facile, et la Société de Bridgwater commanda plusieurs enquêtes afin de construire un port flottant. Aucune ne parvint à quoi que ce soit, mais en 1836, la compagnie du chemin de fer Bristol et Exeter (Bristol and Exeter Railway Company) obtint une loi pour construire un chemin de fer qui traverserait Bridgwater. La Compagnie du canal, afin de protéger son commerce, chercha à faire passer leur propre loi pour la construction d'un port flottant à l’ouest de Bridgwater, et pour rallonger le canal pour l’atteindre. Ceci fut obtenu le 21 avril 1837, et les travaux commencèrent. Les travaux de construction impliquaient une tranchée profonde de la rue Albert jusqu'à la rue West, un petit tunnel à West Street, et un bassin intérieur qui couvrait 1,6 ha (4 acres). Un petit bassin extérieur couvrant 0,20 ha (0,5 acres) connecté au bassin intérieur par un verrou et à la rivière par une écluse constituée d'une unique porte de 12 m (40 pieds), et une écluse de barge, constitué d'une paire de portes de 4,3 m (14 pieds). L'ensemble du bassin extérieur pourrait être utilisé comme une écluse par les grands bateaux jusqu'à 600 tonnes. Le coût estimatif de 25 000 £ pour le projet augmentât jusqu’à près de 100 000 £, dont la majeure partie fut  couverte par un prêt hypothèque.
Les nouvelles installations furent mises en service le 25 mars 1841, après que le bassin et l’écluse à Huntworth aient été remplis. Le commerce augmenta de 90 000 tonnes en 1840, avant que le port n’ouvrat, à 120 000 tonnes peu de temps après. Environ 2 400 navires par an utilisaient le port en 1853. La Compagnie du canal avait espéré que l'ouverture du Grand canal de l'Ouest en 1838 et le canal de Chard en 1842 augmenterait de manière significative le trafic, mais leur impact fut marginal. Malgré le succès commercial, les paiements d'intérêts sur l'hypothèque handicapait la compagnie, et en 1846, la société a obtenu une loi pour transformer le canal en un chemin de fer, bien que ce droits n’ait jamais été utilisés. Le trafic commercial se réduisit de moitié lorsque la concurrence ferroviaire augmenta, et la compagnie était dans les mains de ses débiteurs au début des années 1850.
En 1866, le chemin de fer Bristol et Exeter (Bristol and Exeter Railway) intervint et racheta le canal. La principale attraction était le quai, avec son trafic important de charbon, mais ils achetèrent à la fois le canal et le quai pour 64 000 £, selon les termes d'une loi du Parlement obtenue cette année-là. Elle stipulait l’exigence qu'il y ait en permanence « une communication par eau, bonne et suffisante, entre les villes de Taunton et Bridgwater ». Contrairement à beaucoup de ce type d’acquisitions, le canal fut considéré comme un complément utile au réseau de chemin de fer, et fut  maintenu en bon état pendant plusieurs années, les conservateurs de la rivière Tone poursuivant leurs inspections annuelles et rapportant les défauts à la société de chemin de fer.

### Déclin

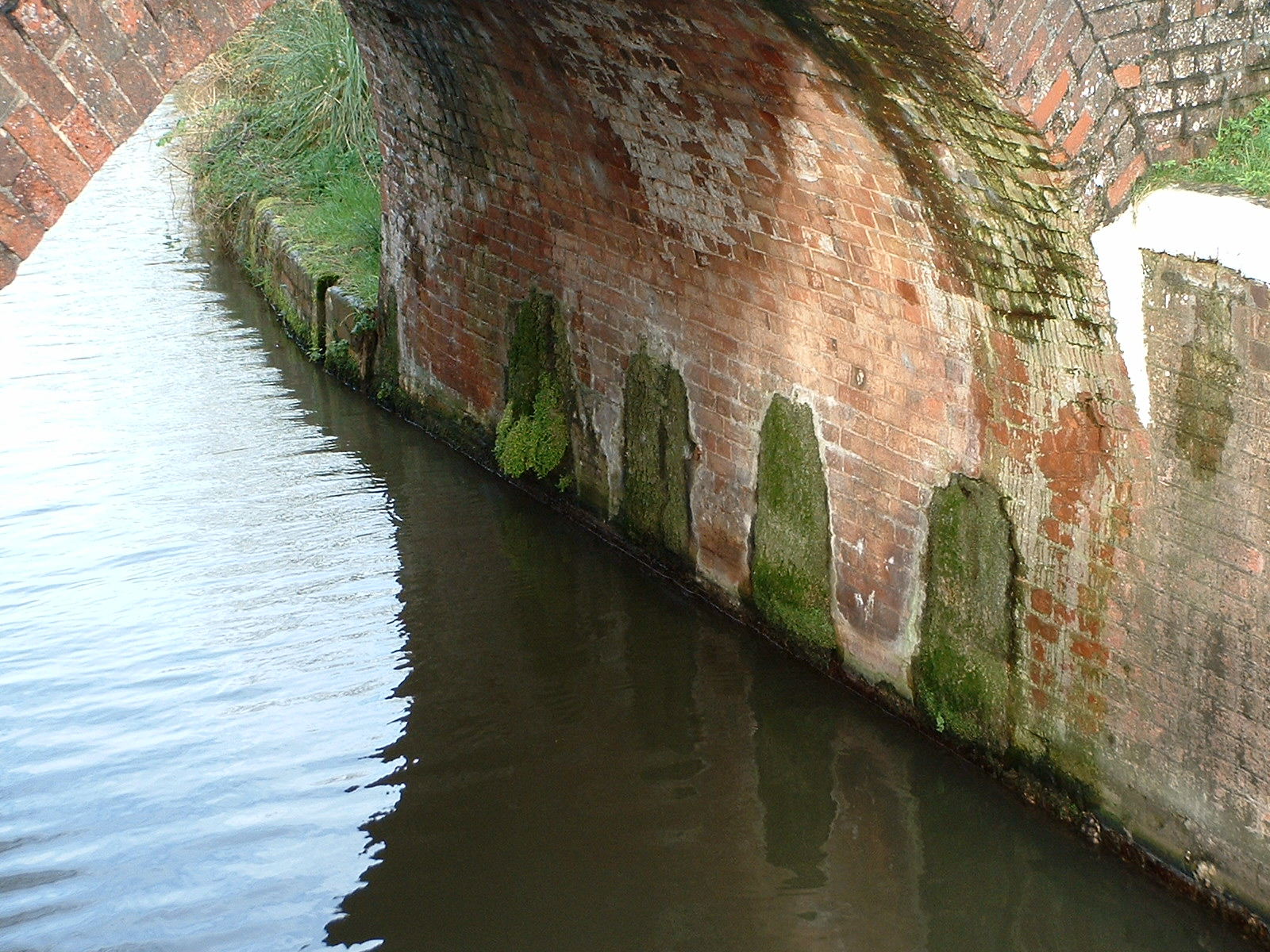
Chambres de démolition sous un pont sur le canal Bridgwater et Taunton, aujourd'hui comblées de béton. Elles apparaissent plus grandes qu'elles ne l'étaient à l'origine.

Le canal fut de plus en plus affecté par des problèmes d'approvisionnement en eau. La principale source d'eau était la rivière Tone, même si elle n’alimentait pas le canal à Firepool, afin de d'assurer le bon fonctionnement des moulins situés sur la partie supérieure. Au lieu de cela, l'eau était pompée depuis la rivière à Creech par la station de pompage de Charlton où la rivière et le canal passent à seulement 270 mètres (300 yards) l’un de l’autre. De grandes quantités d'eau furent déversées dans le canal tous les quinze jours, lorsque le dock de Bridgwater a été nettoyé, afin de le libérer de sa vase, tandis que la Société des chemins de fer extrayait de l'eau pour alimenter la gare et les dépôts de locomotives à vapeur à Taunton. Durant les mois d'été, il n'y avait souvent pas assez d'eau pour tout le monde.
Le canal s’était progressivement bouché par des mauvaises herbes, et le chemin de fer prit une grande partie du commerce. Entre 1870 et 1874, les revenus du canal diminuèrent de 2 500 £ à 1 700 £. Trois ans plus tard, le chemin de fer Bristol et Exeter fusionna avec la Great Western Railway. Les nouveaux propriétaires étaient loin, et étaient moins intéressés par l'approvisionnement en eau de la station de Taunton et pour le dock de Bridgwater, que de son exploitation, de sorte que le canal se détériora encore. Les conservateurs ont poursuivi leurs inspections annuelles, mais avait peu d'espoir des améliorations soient réalisées.
L'ouverture par la Great Western Railway du tunnel de la Severn en 1886 entraina une nouvelle baisse du trafic, les importations de charbon et d'ardoise de Galles du Sud au dock de Bridgwater pouvaient se faire plus directement. L’approvisionnement en eau en 1902 via des prises d’eau sans arrêt de la voie ferrée près de Creech, afin de permettre aux trains directs de collecter de l'eau, requit de plus 450 m3 (100 000 gallons impériaux) par jour, pompé dans la Tone. Le trafic se déplaça vers le chemin de fer, les derniers bateaux commerciaux navigea sur le canal, du quai de Bridgwater à un quai de North Town, Taunton, en 1907 et le canal fut fermé

### Fermeture

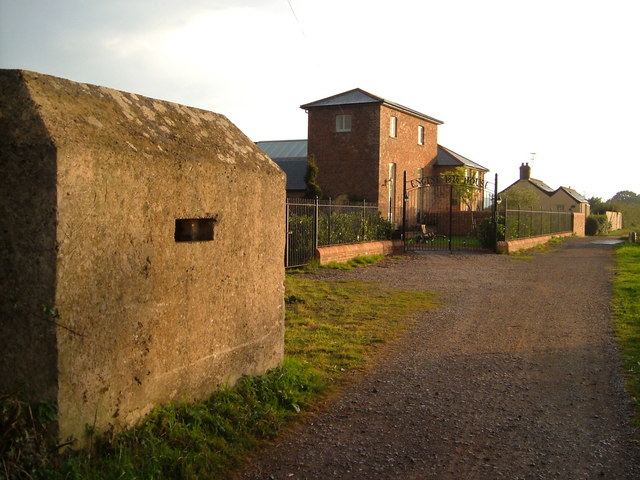
Une casemate de la ligne d'arrêt Taunton, avec en arrière-plan l'usine de pompage de Creech.

Après la Première Guerre mondiale, le canal resta dans un état d'incertitude, seulement un minimum d'entretien fut réalisé par la société de chemin de fer - et fut le lieu de prédilection des pêcheurs et des promeneurs. Les conservateurs poursuivirent leurs inspections annuelles, l'infrastructure resta dans un état remarquablement bon, par rapport à de nombreux autres canaux fermés. La section de canal près de Creech St Michael fut même utilisée pour des leçons de natation pour les enfants des écoles locales dans les années 1930.
Au cours de la Seconde Guerre mondiale, le tracé du canal fut utilisé dans le cadre de la ligne d'arrêt Taunton, une ligne défensive qui suivait le cours de canaux et de terre pleins de chemin de fer depuis l'embouchure de la Parrett jusqu’à Seaton, sur la côte sud. Tous les ponts permanents furent minés via la réalisation de chambres de démolition. Le pont Hamp fut préparé pour la démolition avec quatre petites chambres de démolition sous le côté est de l'arche contenant un total de 14 kg (30 lb) d'ammonal. Des obstacles anti-antichars furent disposés sur les sites des ponts ou des écluses pour entraver leurs traversées. Toutes les ponts tournants furent enlevés, mais furent par la suite remplacés par des ponts en bois fixes au niveau chemin de halage. Seul l’entretien strictement essentiel fut réalisé, afin d'assurer un approvisionnement en eau pour la lutte contre les incendies et pour éviter les inondations. Bien que l’infrastructure du canal ne fut endommagée par l'ennemi, tous les registres de la Société, ainsi que ceux du chemin de fer Bristol et Exeter, furent détruits lors d'un bombardement.
Le contrôle du canal passa dans le domaine public avec la loi sur les transports de 1947. Malgré des efforts concertés, les conservateurs ne pouvaient rien faire pour enlever les ponts fixes en bois, qui empêché l'entretien du canal. L’association des voies navigables intérieures (Inland Waterways Association) commença à s’intéresser à la restauration du canal en 1952, mais ses efforts furent entravés par la commission des transports britannique (British Transport Commission), qui avait cadenassé les portes des écluses pour empêcher qu'elles ne soient utilisées. Malgré cela, une équipe de sept hommes était employé pour maintenir l'infrastructure durant cette période. L'entretien du chenal du canal lui a permis de devenir l'un des premiers à être utilisés pour le transport commercial de l'eau, qui était pompé du canal vers le réservoir de Durleigh à partir de 1962.
Le canal fut absorbé par la British Waterways en 1962. Les conservateurs effectuèrent une inspection annuelle en 1965, la première depuis 1947, mais durent utiliser un autocar pour la plupart du voyage, les écluses étaient inutilisables. Avec l'adoption de la loi sur les transports de 1968, le canal fut classé Remainder (sans potentiel commercial ou de débouché de loisir), soit  - un peu plus qu'un canal de drainage. Seul un entretien minimal pour en conserver la sûreté devait être effectué.
Peu de temps après, une partie de la tranchée entre West Street et l'Albert Street s'effondra, et bien que le lit du canal fut dégagé pour que l'eau puisse atteindre au quai, le chemin de halage est resté bloqué pendant neuf ans. Les docks de Bridgwater, qui étaient faiblement utilisés par une petite activité de cabotage, furent définitivement fermés en 1971: la connexion au niveau des quais était interrompues, et la British Waterways obtint la permission de cesser de maintenir le canal pour la navigation.

## Restauration
Depuis la fin des années 1960, il y a eu une prise de conscience croissante des avantages du maintien du canal. L’association des voies navigables intérieures (Inland Waterways Association) publia un rapport intitulé The Bridgwater and Taunton Canal - Waterway with a Future (Le canal Bridgwater et Taunton – voie navigable avec un avenir) suggérant que le canal avait le potentiel pour le développement en tant qu’un Country Park linéaire, et le directeur de la planification du conseil du comté de Somerset produisit un deuxième rapport suggérant que des fonds devraient être débloqués pour son entretien et sa restauration, que le Conseil du comté adopta. La loi sur la campagne de 1968 fournit un cadre pour une telle action, et une visite en 1971 pour constater le travail effectué sur le canal Monmouthshire et Brecon dans le cadre de la création du parc national de Brecon Beacons convainquit le conseil de la pertinence d'une restauration. En 1974, les écluses supérieure et inférieure de Maunsel qui sont des ouvrages classés furent rénovées par la British Waterways, avec un financement du conseil du comté. Le financement de l'entretien du chemin de halage et pour le désherbage fut également débloqué.

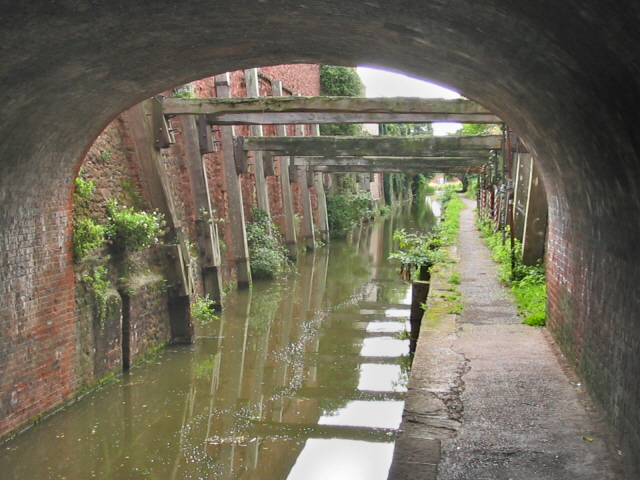
Le canal émergeant du tunnel sous West Street, montrant les bois utilisés pour étayer les murs après leur effondrement partiel en 1968.

En décembre 1974, le conseil acheta les quais de Bridgwater à British Railways. Le mur de béton en travers de l’écluse fut retiré, mais il n'était pas question de remettre l'écluse en fonctionnement. En 1980, le Conseil avait investi plus de  50 000 £ dans la restauration, qui comprenait les écluses Kings et Standards, et les portes du fond de l'écluse Newtown. Certains ponts furent relevées, mais seulement à 1,2 m (4 pieds), ce qui permit le canoë, mais a empêché de plus gros bateaux d'utiliser la voie navigable. Les travaux sur la tranchée profonde entre West Street et la Albert Street commencèrent en septembre 1978, financés conjointement par le Conseil du comté et le conseil du district de Sedgemoor, utilisant directement de la main-d'œuvre, tandis qu'il a été fait appel à la Manpower Services Commission pour draguer le canal des quais à la tranchée et pour élargir le chemin de halage, ce qui a été financé par le Conseil du district en 1981.
L'état du pont tournant à Bathpool provoqua un changement de politique. Il y avait des oppositions au plan de le remplacer par un pont fixe avec une hauteur limitée, et la demande de permis fut reportée. En 1983, un plan sur six ans pour restaurer le canal était entièrement chiffré, et fut adopté par le conseil d’administration de la British Waterways, le conseil du comté, les conseils du district de Sedgemoor et de l'arrondissement de Taunton Deane, l'année suivante. Le programme était soutenu par la division orientale de l'association des voies de navigation intérieures, qui offrit les services du Groupe de restauration des voies navigables (Waterway Recovery Group), pour faire une partie du travail. Les ponts tournants à Crossways, Boat and Anchor, et Fordgate furent reconstruits, et, en 1987, 7,2 km (4,5 miles) de canal furent rendus à la navigation. Après quelques réticences initiales, il fut décidé que la hauteur de la plupart des ponts assurant une desserte locale serait portée à 2,4 m (8 pieds), plutôt que de reconstruire des ponts tournants. La restauration des ponts à l’extrémité du côté de Taunton s'est poursuivie au cours des années 1990, et le canal fut finalement rouvert en 1994.

## Utilisation actuelle

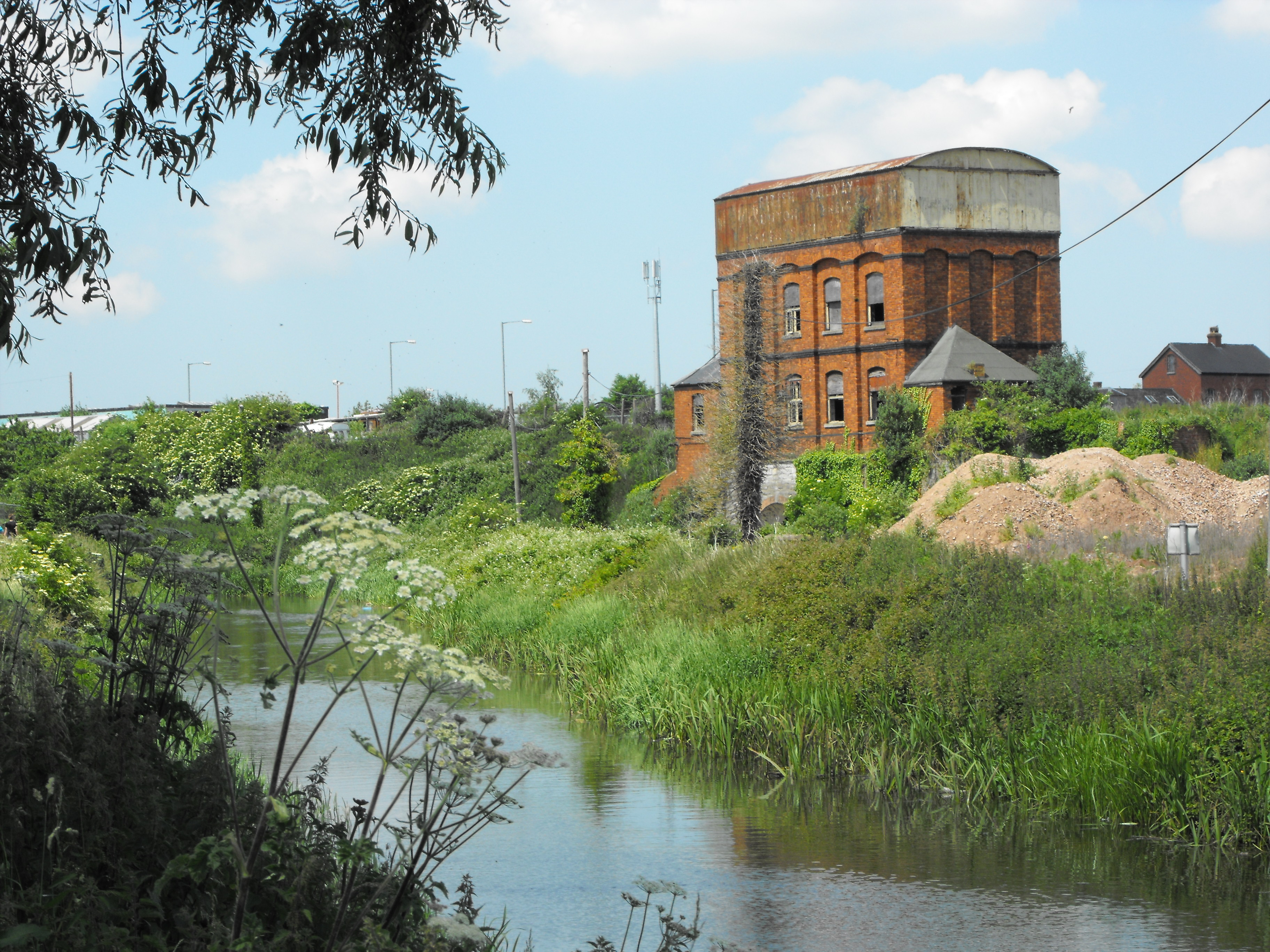
L’extrémité du canal à Taunton, près du vieux dépôt ferroviaire.

Le canotage sur le canal est encouragé, bien que l'absence d'un lien vers la rivière Parrett à Bridgwater soit restrictive. À cet endroit, le Parrett est une rivière d'eau salée, et est chargé de limon, tandis que le canal contient de l'eau douce. Non seulement il un risque que le limon pénètre dans le canal mais l'eau salée ne peut pas contaminer l’eau douce, que le canal est encore utilisé pour le transport de l'eau potable pour la population de Bridgwater. Le canal fait partie du système local de régulation des inondations, en hiver en prenant l'eau de la rivière Tone à Taunton et de la rejetant dans la Parrett via une vanne guillotine au niveau de la frange ouest de Bridgwater, près du Bridgwater près du Bridgwater Canalside Centre.
Les quais de Bridgwater, dont le bassin de marée, les écluses, les quais, les ponts et les abords sont classés, est maintenant un port de plaisance, et l'ancien entrepôt construit en 1840-1850 a été transformé en immeubles d’habitation, avec de nouveaux  blocs d’appartement construits à proximité. La seule industrie commerciale en activité situé sur les quais est la fabrique d’aliment pour animaux Bowering. Le chemin de halage fait partie de la route RCN-3 (elle-même partie du réseau national de pistes cyclables de Sustrans) reliant Bath à la Cornouailles, et attire de nombreux voyageurs. Des projets ont été proposés pour l’amélioration du chemin de halage et le développement d'un centre d'accueil des visiteurs à Maunsel.

## Le Space Walk Somerset

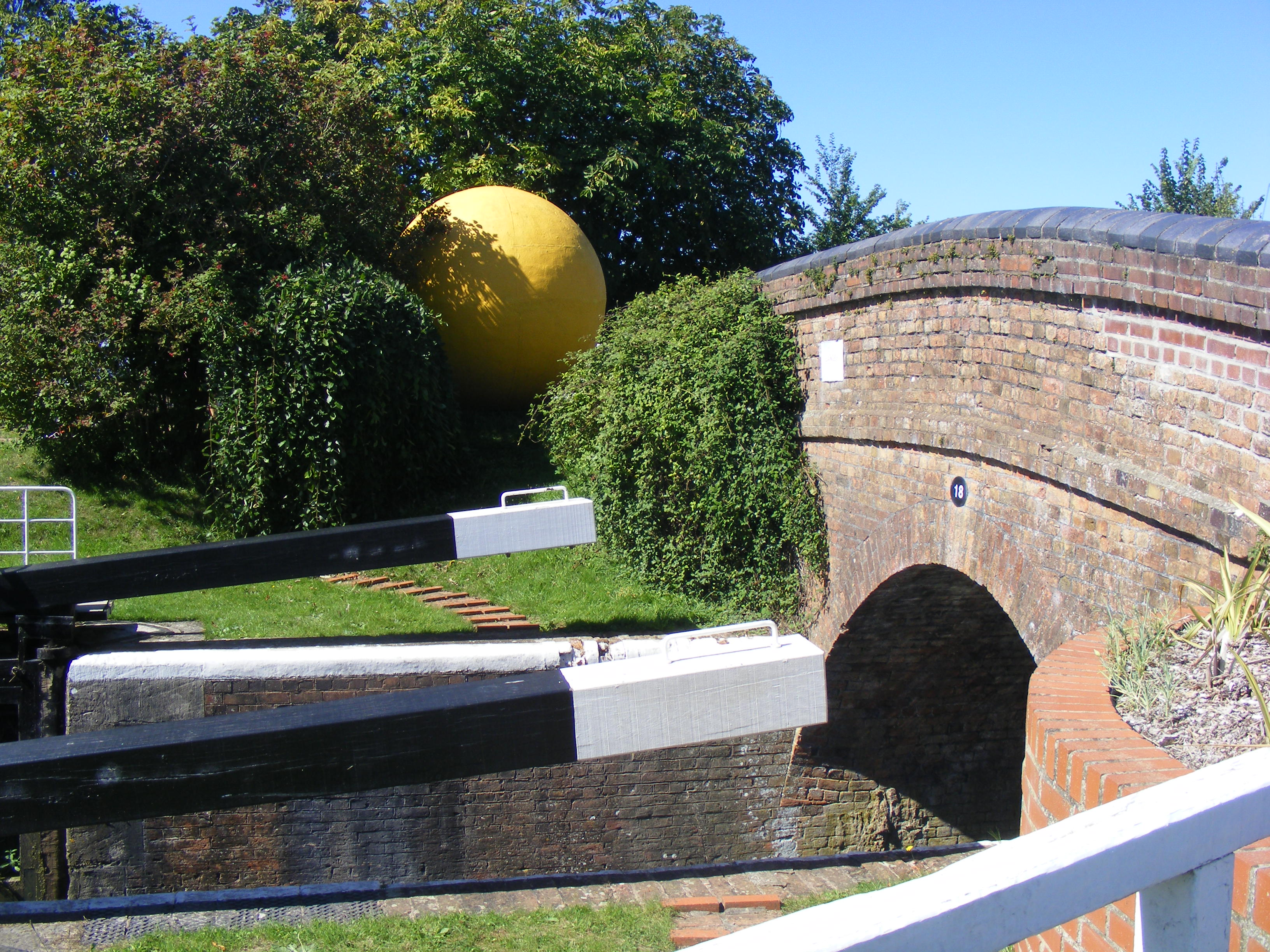
L’écluse de Maunsel, avec une représentation du Soleil au milieu de deux jeux de planètes.

Le canal Bridgwater et Taunton abrite également une installation appelée le « Somerset Space Walk » un modèle réduit (échelle: 1/530 millions) du système solaire centré autour du « Soleil » situé à côté de l'écluse de Maunsel avec les planètes situées le long du chemin de halage dans les deux directions. Le Space Walk a été conçu par un local, Youngman Pip, afin de montrer l'échelle du système solaire d'une façon interactive. Le sentier peut être parcouru soit à partir du Theatre Taunton’s Brewhouse à l’écluse de Maunsel (de Pluton vers le Soleil) ou du supermarché Morrison’s Bridgwater vers l’écluse de Maunsel (aussi de Pluton vers le Soleil) ou bien sûr, dans le sens inverse. La distance de « Pluton » au « Soleil » (ie : de la ville) est de 11 kilomètres (6,8 miles).

## Cheminement
| No | Point remarquables            | Coordonnées                 | Remarques                               |
| -- | ----------------------------- | --------------------------- | --------------------------------------- |
| 1  | Écluse de Firepool            | 51° 01′ 19″ N, 3° 05′ 53″ O | Jonction avec la rivère Tone            |
| 2  | Connexion avec le canal Chard | 51° 01′ 34″ N, 3° 02′ 35″ O | A l'abandon                             |
| 3  | Station de pompage de Creech  | 51° 01′ 48″ N, 3° 01′ 05″ O | Désaffectée                             |
| 4  | Écluse amont de Maunsel       | 51° 03′ 32″ N, 2° 59′ 20″ O |                                         |
| 5  | Écluse aval de Maunsel        | 51° 03′ 47″ N, 2° 59′ 20″ O |                                         |
| 6  | Écluse de Kings               | 51° 04′ 37″ N, 2° 59′ 35″ O |                                         |
| 7  | Écluse de Standards           | 51° 04′ 52″ N, 2° 58′ 37″ O |                                         |
| 8  | Pont tournant de Fordgate     | 51° 05′ 20″ N, 2° 58′ 12″ O |                                         |
| 9  | Bassin de Huntworth           | 51° 06′ 54″ N, 2° 59′ 13″ O | A l'abandon                             |
| 10 | Quais de Bridgwater           | 51° 07′ 55″ N, 3° 00′ 18″ O | Pas de connexion avec la rivière Parett |